# Eclae
Eclae ist eine Aldeia auf der südostasiatischen Insel Atauro, die zu Osttimor gehört. 2015 hatte die Aldeia 734 Einwohner.

## Geographie und Einrichtungen

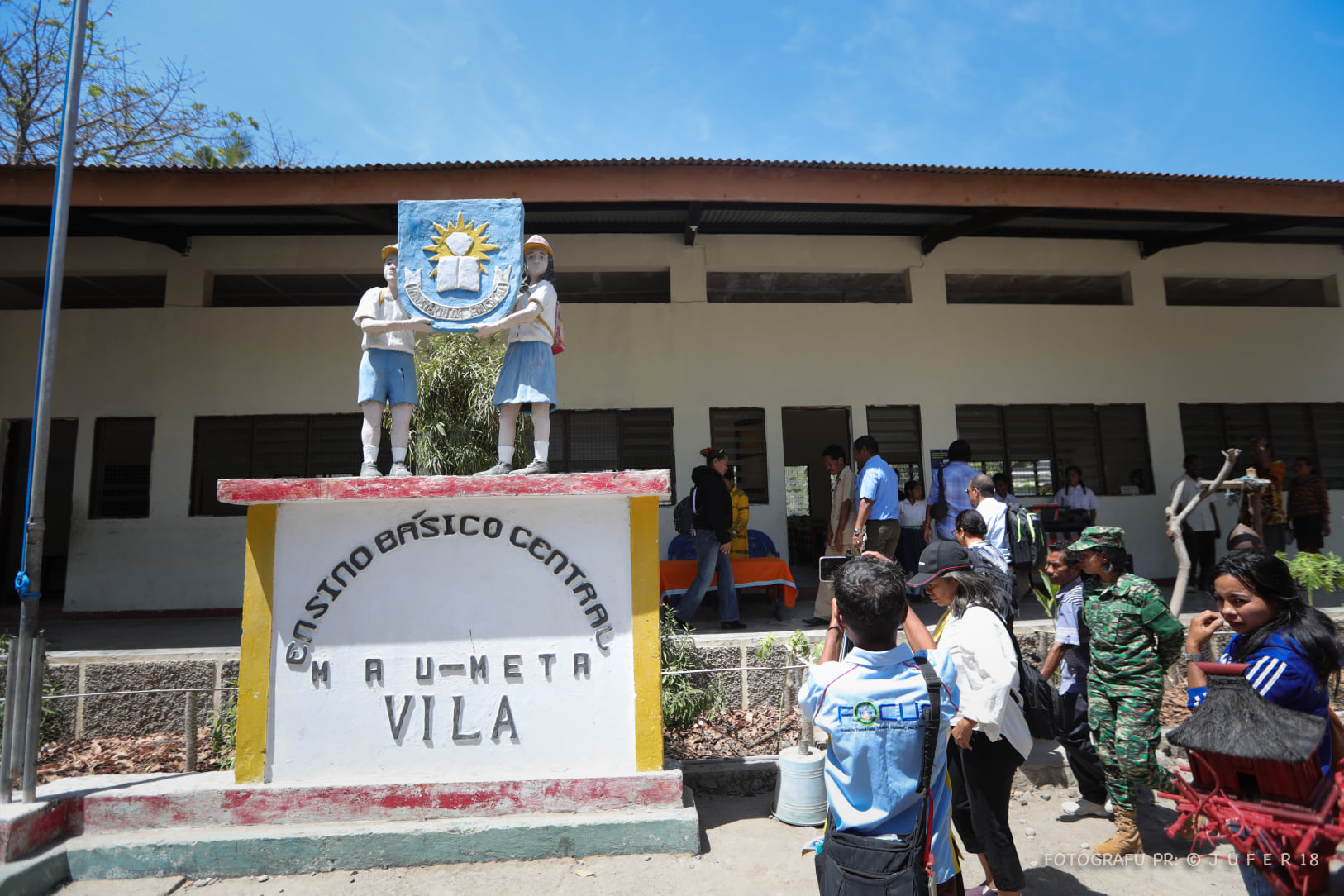
Grundschule in Eclae

Die Aldeia Eclae bildet den Süden des Sucos Vila Maumeta (Gemeinde Atauro), an der Ostküste Atauros. Nördlich von Eclae befindet sich die Aldeia Ilimanu. Im Westen und Süden grenzt Eclae an den Suco Maquili.
Im Osten der Aldeia liegt der Südteil von Vila Maumeta (Vila), dem Hauptort der Insel. Hier im Ortsteil Eclae befinden sich die Büros Administrators von Atauro, des Verwaltungsamtes und des Sucos. Außerdem gibt es hier eine Filiale der Banco Nacional de Comércio de Timor-Leste (BNCTL), ein kommunales Gesundheitszentrum und die Grundschule Central Vila Maumeta. An der Küste liegt der alte Hafen von Vila.